# チャック・ハンセン
チャック・ハンセン（Chuck Hansen、1947年5月13日 - 2003年3月26日）は、アメリカ合衆国の蒐集家。30年間でアメリカ合衆国による原子爆弾と水爆の開発についての、開示された文書を蒐集し、世界最大の私蔵コレクションを保有した。

## 研究
ハンセンの文書は情報公開法（en:Freedom of Information Act (United States)）で入手されたものであり、死後はジョージ・ワシントン大学のアメリカ国家安全保障アーカイブにおさめられている。

## 名声
ハンセンの最初の名声は、1979年の、アメリカの雑誌「プログレッシブ (雑誌)」の記事が、1954年原子力法に違反しているとして、仮処分命令で連邦政府に差し止められた裁判(en:United States v. Progressive, Inc.)に関わった事で得られたものである。

## 著作
- Hansen, Chuck (1988-03-20) (英語). U.S. Nuclear Weapons: The Secret History (1st ed.). Crown. ISBN 978-0517567401. LCCN 87-21995. OCLC 865554459. OL OL2392513M 2021年11月10日閲覧。
- Hansen, Chuck (2007) (PDF). The Swords of Armageddon: U.S. Nuclear Weapons Development Since 1945 (CD-ROM & download available) (2nd ed.). Sunnyvale, California: Chukelea Publications. ISBN 978-0979191503. OCLC 231585284